# بيتر دوناهو
بيتر دوناهو (بالإنجليزية: Peter Donahue)‏ هو شخصية أعمال وحدّاد أمريكي، ولد في 1822 في غلاسكو في المملكة المتحدة، وتوفي في 1885 في سان فرانسيسكو في الولايات المتحدة.